# La Reine des neiges (film, 1967)
Pour les articles homonymes, voir La Reine des neiges (homonymie).
Pour plus de détails, voir Fiche technique et Distribution.
La Reine des neiges (Snezhnaya koroleva ; Снежная королева) est un film soviétique réalisé par Guennadi Kazanski et sorti en 1967,.

## Synopsis
Un soir d'hiver, la grand-mère de Kai et Gerda, deux frères et sœurs adoptifs, reçoit la visite d'un étranger peu aimable, un riche conseiller commercial qui veut absolument ses roses pour les revendre à prix d'or. Mais la grand-mère refuse avec véhémence, car les fleurs sont un cadeau de son locataire, un conteur, et qu'il ne faut pas vendre les cadeaux. L'étranger annonce qu'il va se venger et se plaindre à sa reine, la Reine des Neiges. Celle-ci apparaît peu après et veut emmener Kai avec elle ; elle offre en échange au garçon une vie de prospérité éternelle. Comme Kai refuse, la Reine des Neiges lui donne un baiser en guise d'adieu, ce qui transforme le cœur du garçon en un morceau de glace.
Peu de temps après, Kai s'accroche avec son traîneau au traîneau de la Reine des Neiges et se fait enlever. Comme il n'est toujours pas revenu au printemps, Gerda se met à la recherche de son frère. Elle rencontre alors le corbeau Karl et son amie, la corneille Klara. Ils lui racontent que Kai est peut-être devenu le fiancé de la princesse Elsa et emmènent Gerda au château. Cependant, le prince n'est pas Kai, mais un jeune homme nommé Klaus. Ce dernier et Elsa ont cependant déjà entendu parler de Gerda et de Kai par la pie bavarde, une parente de Karl et Klara, et mettent à la disposition de la jeune fille un carrosse doré afin que Gerda puisse se rendre en toute sécurité au palais de la Reine des Neiges pour sauver Kai. Lorsque le père d'Elsa, le roi, qui est en fait bienveillant, veut emprisonner Gerda sous la pression du conseiller commercial, le conteur vient à son secours et se bat en duel avec le conseiller commercial. Avec l'aide de Klaus et d'Elsa, ils parviennent finalement à s'échapper.
Afin d'arrêter Gerda, le conseiller commercial envoie une femme chef des voleurs et sa bande sur le carrosse doré. Les voleurs se réjouissent du butin facile et veulent livrer Gerda au conseiller commercial. Mais comme la fille de la chef des voleurs garde Gerda pour elle comme camarade de jeu, le conseiller commercial charge l'un des voleurs de tuer la fillette. Celui-ci se glisse la nuit auprès de Gerda dans la grotte des voleurs, mais se révèle être le conteur déguisé et la libère. La fille du chef des voleurs les surprend en train de s'enfuir, mais se laisse finalement attendrir et laisse partir Gerda. Elle lui donne son renne qui parle et qui connaît le chemin vers le palais de la Reine des Neiges.
Lorsque Gerda arrive au palais de la Reine des Neiges, celle-ci est en route pour arrêter le printemps. Pendant ce temps, Kai doit reconstituer le mot « éternité » avec des éclats de glace ; en récompense, la reine des neiges lui a promis une paire de nouveaux patins à glace. Glacé de l'intérieur, Kai refuse tout d'abord de partir avec Gerda, mais il se dégel lorsqu'il est pris dans les bras de sa sœur en pleurs et qu'elle lui parle de la maison. Alors qu'ils ont déjà quitté le palais, la Reine des Neiges apparaît soudain et tente de retenir le frère et la sœur ; mais en vain, car Gerda n'a plus peur de rien et Kai n'a plus le cœur froid.
La nouvelle du sauvetage de Kai se répand rapidement parmi tous les amis que Gerda a rencontrés au cours de son voyage. La grand-mère serre ses petits-enfants dans ses bras, heureuse, et le conteur affirme que rien ni personne ne pourra jamais les séparer, tant qu'ils seront tous toujours ensemble.

## Fiche technique
- Titre original : Снежная королева
- Titre français : La Reine des neiges
- Réalisateur : Guennadi Kazanski
- Scénario : Evgueni Schwartz d'après le conte de Hans Christian Andersen
- Paroles : Evgueni Schwartz, Solomon Borissovitch Foguelson (ru)
- Musique : Nadejda Semionovna Simonian (ru)
- Direction artistique : N. Roussanova
- Décors : Boris Mikhaïlovitch Bourmistrov (ru)
- Costumes : E. Iakovleva, A. Vaguine
- Photographie : Vadim Aleksandrovitch Grammatikov, Sergueï Vassilievitch Ivanov (ru)
- Montage : Irina Novojilova
- Production : Polina Borissova
- Société de production : Lenfilm
- Pays de production :  Union soviétique
- Langue originale : russe
- Format : couleur - 2,55:1 - mono
- Genre : film pour enfants, conte de fées, adaptation cinématographique
- Durée : 85 minutes
- Date de sortie : 
  -  Union soviétique : 6 novembre 1967

## Distribution
- Aleksandr Alekseïevitch Afanassiev (ru) : un voleur
- A. Andreïev : un voleur
- Nikolaï Aleksandrovitch Boïarski (ru) : le conseiller commercial
- Evguenni Fiodorovitch Filatov : un garde
- Vladimir Karlovitch Fromgoldt
- Irina Igorevna Goubanova (ru) : la princesse Elsa
- Natalia Ivanovna Klimova (ru) : la Reine des neiges
- Kaliou Ïokhannessovitch Komissarov (ru) : un ramoneur
- Georgui Alekseïevitch Koroltchouk (ru) : le prince Noël
- Andreï Kostritchkine : le domovoï
- Evgueni Leonov : le Roi Eric XXIX
- Guerman Petrovitch Loupekine (ru) : un voleur
- Leonid Nikolaïevitch Martynov
- Evguenia Konstantinovna Melnikova (ru) : la grand-mère
- Zdislav Aleksandrovitch Monkovski
- Valeri Efremovich Nikitenko (ru) : le conteur
- Elena Igorevna Proklova (ru) : Gerda
- Anatoli Mikhaïlovitch Stolbov (ru) : un voleur
- Vera Alekseïevna Titova (ru) : l'encrier
- Viatcheslav Olegovitch Tsioupa (ru) : Kay
- Mikhaïl Pavlovitch Vassiliev (ru) : un voleur
- Olga Artourovna Viklandt (ru) : l'épouse du chef des voleurs
- Era Garafovna Ziganchina (ru) : le petit voleur